# Hrabstwo Wyandotte
Hrabstwo Wyandotte (ang. Wyandotte County) – hrabstwo w Stanach Zjednoczonych, w północno-wschodniej części stanu Kansas, założone w 1859 roku. Liczba ludności hrabstwa wynosi 154 tys. (2007 r.), co czyni je czwartym co do wielkości w stanie. Siedzibą administracyjną hrabstwa i największym miastem jest Kansas City, z którym hrabstwo współdzieli organy samorządowe.

## Miasta
- Kansas City
- Bonner Springs
- Edwardsville

## Sąsiednie hrabstwa
- Hrabstwo Platte
- Hrabstwo Clay
- Hrabstwo Jackson
- Hrabstwo Johnson
- Hrabstwo Leavenworth